# Вулиця Приходька (Малин)
Ву́лиця Прихо́дька — вулиця Малина (районний центр Житомирської області). Пролягає на правому березі річки Ірша в районі Паперової фабрики від схрещення з вулицею Гагаріна до південно-західної межі міста. Вулиця є частиною територіального автомобільного шляху Т 0607.
Прилучаються: вулиці Олександра Гулькевича, Неманіхіна, Василя Сташука, 2-й і 1-й провулки Івана Богуна, 2-й і 1-й провулки Богдана Хмельницького, Вулиця Богдана Хмельницького. Між вулицею Василя Сташука і 2-м провулком Івана Богуна вулицю перетинає залізнична колія, що сполучає Малинську паперову фабрику.
Зветься на честь директора Малинської паперової фабрики з 1978 по 1995 рік Приходька Ю.М.
Утворена наприкінці 20-х - початку 30-х років XX століття, до 1992 мала ім'я Орджонікідзе, коли дістала назву Потіївська, за назвою села сусіднього Радомишльського району. Від 2004 року має сучасну назву.  
На вулицю виходять стіни Фабрики банкнотного паперу Національного банку України. Банкнотна фабрика разом із КП «Папірбуд» з другого боку вулиці Приходька звела новий житловий мікрорайон, який називають Банкнотка. 

## Об'єкти
- № 62 — Фабрика банкнотного паперу Національного банку України
- № 66 — ПрАТ «Малинська паперова фабрика - Вайдманн»

## Виноски
1. ↑  Приходько Юрій Миколайович [Архівовано 27 лютого 2014 у Wayback Machine.] інформація на офіційному сайті Малинської міської ради [Архівовано 19 березня 2020 у Wayback Machine.]
2. ↑  Фабрика банкнотного паперу Національного банку України [Архівовано 21 лютого 2014 у Wayback Machine.] на rada.com.ua [Архівовано 21 лютого 2014 у Wayback Machine.]
3. ↑  Топоніми Малина [Архівовано 18 жовтня 2012 у Wayback Machine.] на інтернетному сайті Мій Малин [Архівовано 17 серпня 2012 у Wayback Machine.] // (праця Є. ГРИЩЕНКА)